# Campeonato europeo de hockey sobre patines masculino de 1998
El XLIII Campeonato europeo de hockey sobre patines masculino de 1998 se celebró en Paços de Ferreira (Portugal) del 13 al 19 de diciembre de 1998. Fue organizado por el Comité Europeo de Hockey sobre Patines. La selección de Portugal ganó su vigésimo título.

## Equipos participantes
|              |
| Alemania     |
| Austria      |
| España       |
| Francia      |
| Inglaterra   |
| Italia       |
| Países Bajos |
| Portugal     |
| Suecia       |
| Suiza        |

## Fase de grupos

### Grupo A
| Equipo       | Pts | PJ | PG | PE | PP | GF | GC | DG  |
| ------------ | --- | -- | -- | -- | -- | -- | -- | --- |
| Portugal     | 8   | 4  | 4  | 0  | 0  | 62 | 4  | +58 |
| España       | 6   | 4  | 3  | 0  | 1  | 67 | 4  | +63 |
| Francia      | 4   | 4  | 2  | 0  | 2  | 25 | 22 | +3  |
| Países Bajos | 2   | 4  | 1  | 0  | 3  | 13 | 41 | -28 |
| Austria      | 0   | 4  | 0  | 0  | 4  | 2  | 98 | -96 |

|              | Bandera de Francia | Bandera de Austria | Bandera de Portugal | Bandera de España | Bandera de los Países Bajos |
| ------------ | ------------------ | ------------------ | ------------------- | ----------------- | --------------------------- |
| Francia      |                    |                    |                     |                   |                             |
| Austria      | 2-15               |                    |                     |                   |                             |
| Portugal     | 7-3                | 37-0               |                     |                   |                             |
| España       | 11-1               | 37-0               | 0-2                 |                   |                             |
| Países Bajos | 2-6                | 9-0                | 1-16                | 1-19              |                             |

### Grupo B
| Equipo     | Pts | PJ | PG | PE | PP | GF | GC | DG  |
| ---------- | --- | -- | -- | -- | -- | -- | -- | --- |
| Italia     | 8   | 4  | 4  | 0  | 0  | 48 | 1  | +47 |
| Suiza      | 6   | 4  | 3  | 0  | 1  | 44 | 8  | +36 |
| Alemania   | 4   | 4  | 2  | 0  | 2  | 25 | 12 | +13 |
| Inglaterra | 2   | 4  | 1  | 0  | 3  | 12 | 51 | -39 |
| Suecia     | 0   | 4  | 0  | 0  | 4  | 5  | 62 | -57 |

|            | Bandera de Suiza | Bandera de Alemania | Bandera de Suecia | Bandera de Italia | Bandera de Inglaterra |
| ---------- | ---------------- | ------------------- | ----------------- | ----------------- | --------------------- |
| Suiza      |                  |                     |                   |                   |                       |
| Alemania   | 1-3              |                     |                   |                   |                       |
| Suecia     | 0-26             | 1-17                |                   |                   |                       |
| Italia     | 6-0              | 6-1                 | 10-0              |                   |                       |
| Inglaterra | 1-15             | 2-6                 | 9-4               | 0-26              |                       |

## Fase Final

### 9.º y 10.º puesto
| Fecha | Hora  | Partido¹ | Partido¹ | Partido¹ | Resultado |
| ----- | ----- | -------- | -------- | -------- | --------- |
| 18.12 | 17:00 | Austria  | -        | Suecia   | 8-1       |

### Cuartos de final
| Fecha | Hora  | Partido¹ | Partido¹ | Partido¹     | Resultado |
| ----- | ----- | -------- | -------- | ------------ | --------- |
| 17.12 | 18:30 | Suiza    | -        | Francia      | 2-1       |
| 17.12 | 20:00 | España   | -        | Alemania     | 9-0       |
| 17.12 | 21:30 | Portugal | -        | Inglaterra   | 20-0      |
| 17.12 | 23:00 | Italia   | -        | Países Bajos | 9-1       |

### 5.º al 8.º
|  | Eliminatoria del 5º al 8º | Eliminatoria del 5º al 8º |   |                         | Partido por el 5º lugar | Partido por el 5º lugar |  |
|  |                           |                           |   |                         |                         |                         |  |
|  | 18 de diciembre de 1998   |                           |   |                         |                         |                         |  |
|  | Francia                   | 6                         |   |                         |                         |                         |  |
|  | Inglaterra                | 0                         |   |                         |                         |                         |  |
|  |                           |                           |   |                         |                         |                         |  |
|  |                           |                           |   |                         | 19 de diciembre de 1998 |                         |  |
|  |                           |                           |   |                         | Francia                 | 2                       |  |
|  |                           | Alemania                  | 1 |                         |                         |                         |  |
|  |                           |                           |   |                         |                         |                         |  |
|  |                           |                           |   |                         |                         |                         |  |
|  |                           |                           |   |                         | Partido por el 7º lugar |                         |  |
|  | 18 de diciembre de 1998   | 18 de diciembre de 1998   |   | 19 de diciembre de 1998 | 19 de diciembre de 1998 |                         |  |
|  | Alemania                  | 7                         |   | Países Bajos            | 3                       |                         |  |
|  | Países Bajos              | 1                         |   |                         | Inglaterra              | 1                       |  |

### Semifinales y final
|  | Semifinales             | Semifinales             |       |        | Final                   | Final                   |  |
|  | 18 de diciembre de 1998 | 18 de diciembre de 1998 |       |        | 19 de diciembre de 1998 | 19 de diciembre de 1998 |  |
|  |                         |                         |       |        |                         |                         |  |
|  |                         |                         |       |        |                         |                         |  |
|  | España                  | 1 (3)                   |       |        |                         |                         |  |
|  | Italia                  | 1 (2)                   |       |        |                         |                         |  |
|  |                         |                         |       |        |                         |                         |  |
|  |                         |                         |       |        |                         |                         |  |
|  |                         |                         |       |        | Portugal                | 1 (1)                   |  |
|  |                         | España                  | 1 (0) |        |                         |                         |  |
|  |                         |                         |       |        |                         |                         |  |
|  |                         |                         |       |        |                         |                         |  |
|  |                         |                         |       |        | Tercer lugar            |                         |  |
|  |                         |                         |       |        |                         |                         |  |
|  | Portugal                | 12                      |       | Italia | 10                      |                         |  |
|  | Suiza                   | 1                       |       |        | Suiza                   | 2                       |  |

## Clasificación final
| 1. Portugal     |
| 2. España       |
| 3. Italia       |
| 4. Suiza        |
| 5. Francia      |
| 6. Alemania     |
| 7. Países Bajos |
| 8. Inglaterra   |
| 9. Austria      |
| 10. Suecia      |